# Lifau
Lifau (Lifáo, Liphao, Leiffauw) ist ein osttimoresischer Suco im Verwaltungsamt Pante Macassar (Sonderverwaltungsregion Oe-Cusse Ambeno).

## Name
Der Name „Lifau“ leitet sich aus dem Uab Meto von „lé’àl“ (deutsch Leute) „nanfaun“ (deutsch viele) ab. Eine Quelle leitet den Namen ab von liatnamfau neitin, was „viele Freunde, die zum reden kommen“ bedeutet. Aufgrund seiner Bedeutung als Handelshafen in der frühen Kolonialzeit erhielt der Ort den Beinamen „énò naek“, das große Tor.

## Geographie
Der Suco Lifau liegt an der Sawusee, der Nordküste des Verwaltungsamtes Pante Macassar. Westlich befindet sich der Suco Taiboco, südlich Cunha und östlich der Suco Costa. Lifau hat eine Fläche von 20,10 km² und teilt sich auf in die drei Aldeias Nefobai, Oemolo und Tulaica.
Der Ort Lifau liegt an der Küste, sechs Kilometer westlich von der Stadt Pante Macassar, in Luftlinie 287 km westlich von der Landeshauptstadt Dili. Bei Lifau befindet sich am Strand ein Denkmal, das an die erste Landung der Portugiesen auf Timor erinnert. Zunächst nur ein Padrão, steht hier seit November 2015 das Lifau-Monument, die Nachbildung einer portugiesischen Karavelle, mit mehreren lebensgroßen, bronzenen Statuen, die das Zusammentreffen von Portugiesen und Timoresen nachstellen.
Westlich vom Ort Lifau liegt ein zusammenhängendes Siedlungszentrum aus den Ortsteilen Taosero, Tulaica (Tulaika) und Nepobai, die sich entlang einer Straße reihen, die von der Küstenstraße in das Landesinnere führt. In Tulaica gibt es eine Grundschule, die Escola Primaria Tulaica. Östlich des Siedlungszentrums liegt das Dorf Oemolo, westlich liegt an der Küste der Ort Najalu. Weiter im Nordosten mündet der Tono, der wichtigste Fluss von Oe-Cusse Ambeno, in die Sawusee. Auf der anderen Uferseite liegen die Dörfer Kolam Cina und Postusika. Hier führt die Noefefanbrücke über den Tono.

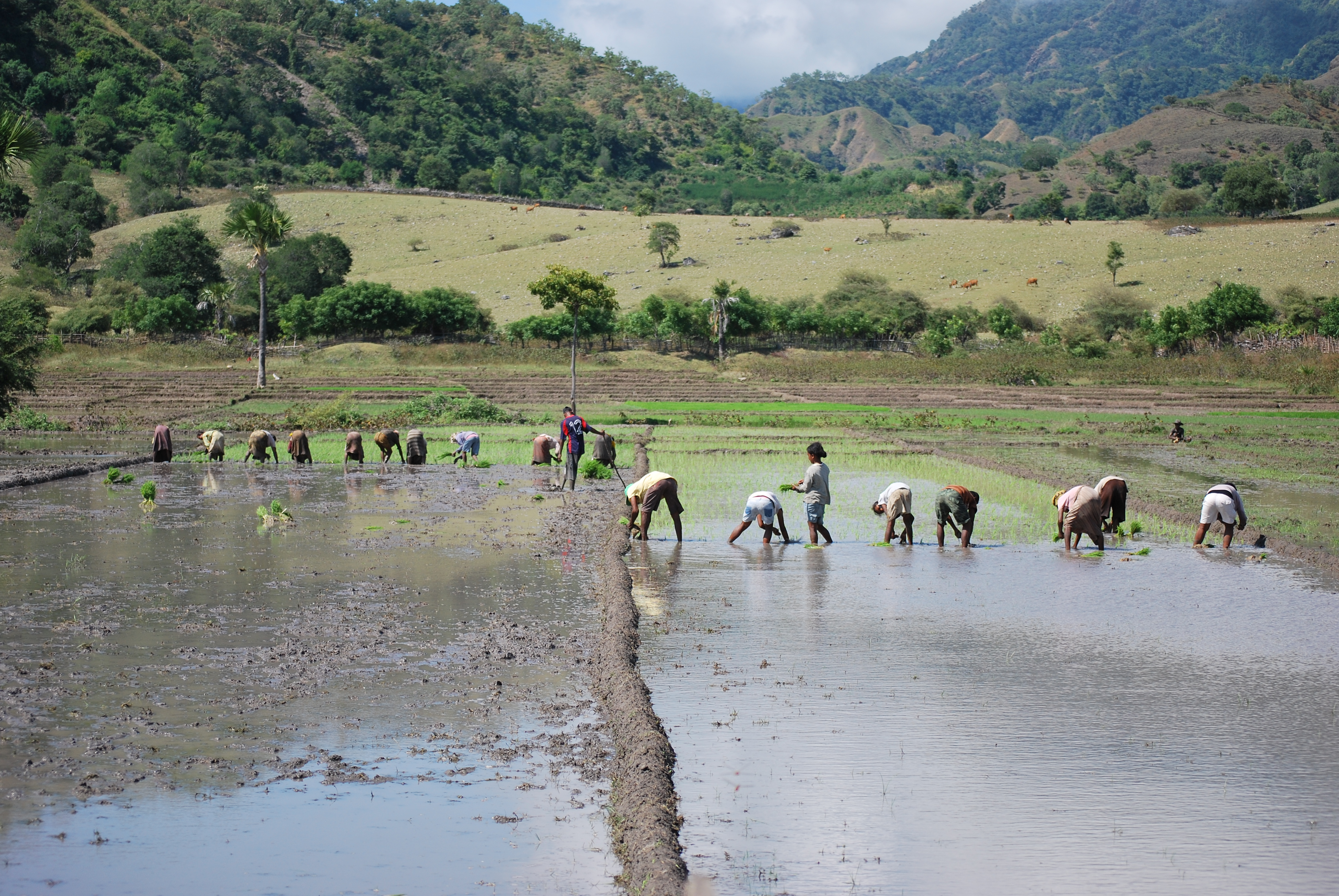
Reisfelder in Oemelo
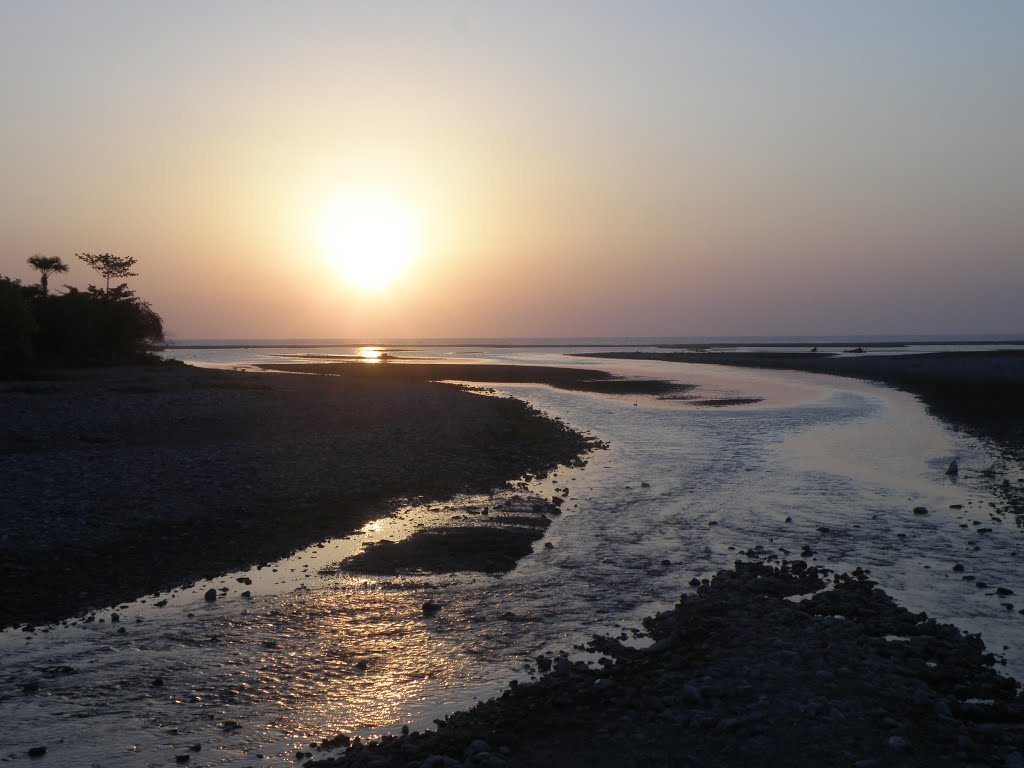
Mündung des Tonos
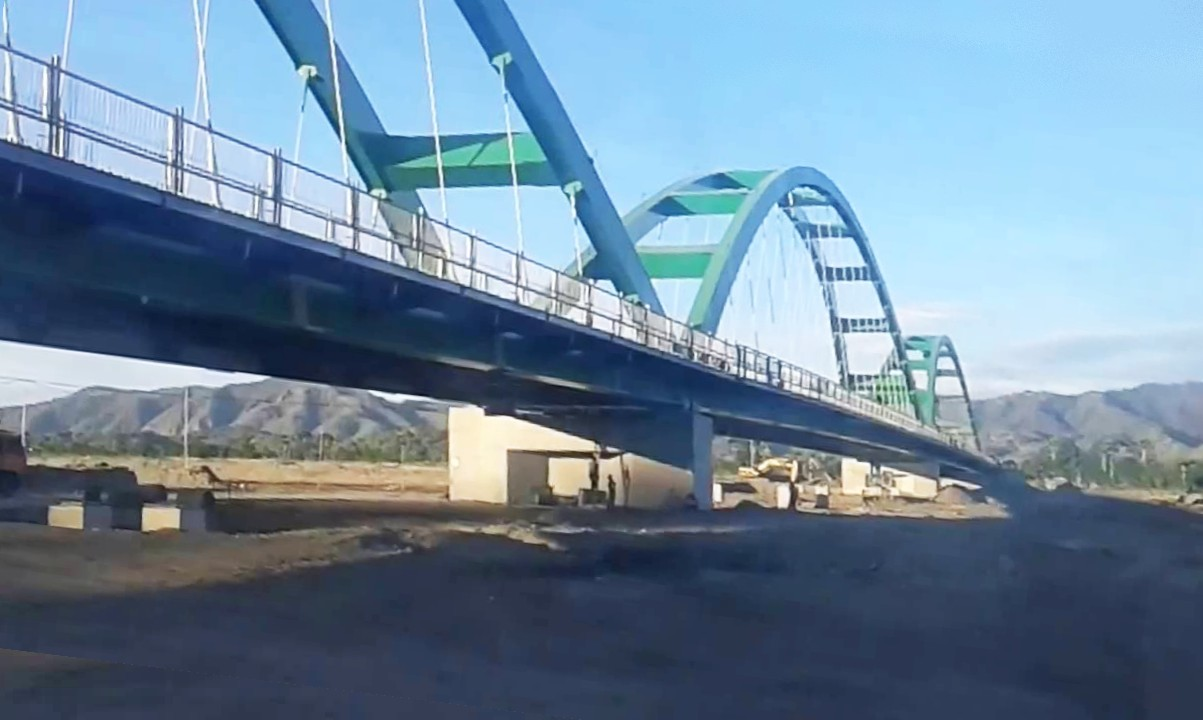
Noefefanbrücke

## Einwohner

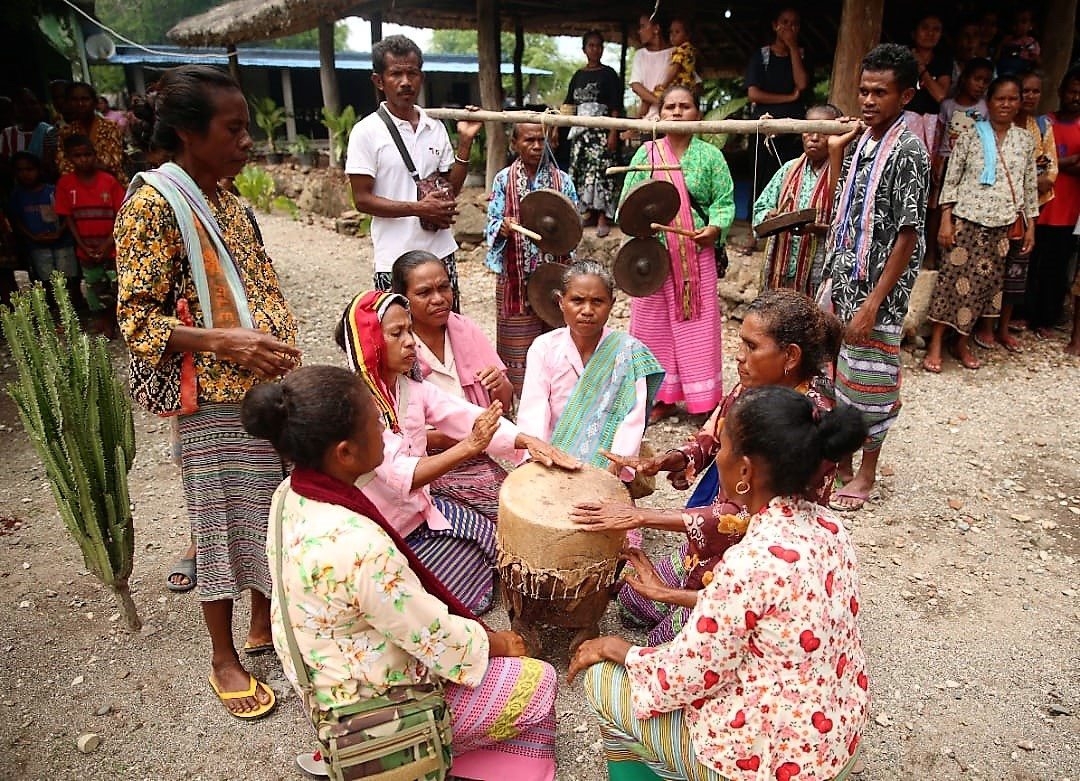
Feierlichkeiten in Tulaica

In Lifau leben 3.468 Einwohner (2022), davon sind 1.786 Männer und 1.682 Frauen. Im Suco gibt es 748 Haushalte. Fast 99 % der Einwohner geben Baikeno als ihre Muttersprache an. Eine Minderheit spricht Tetum Prasa.

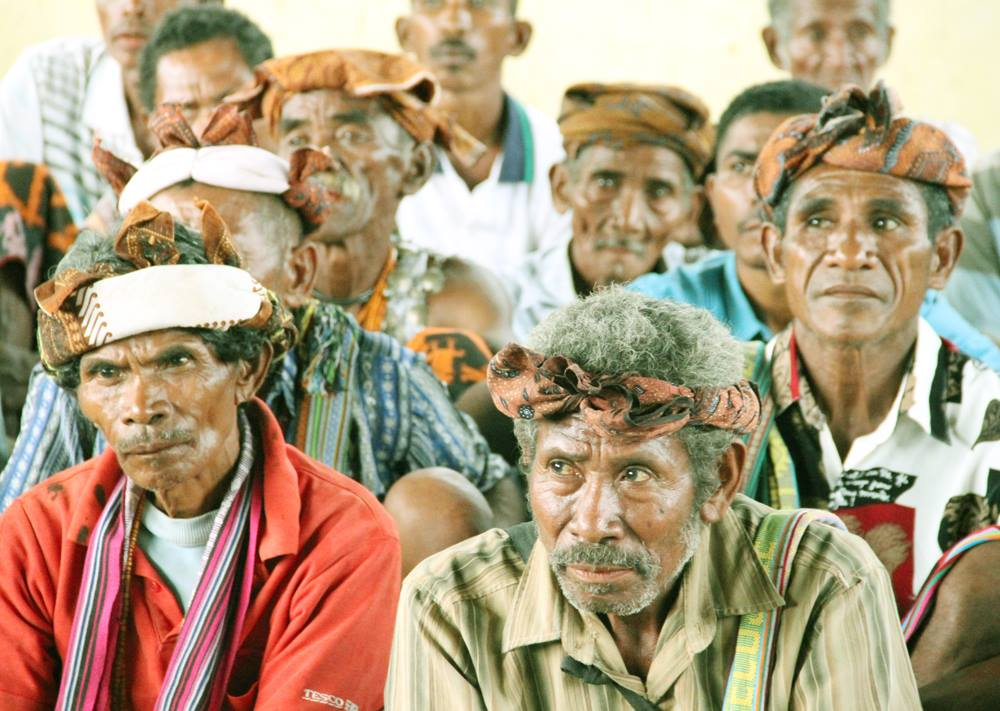
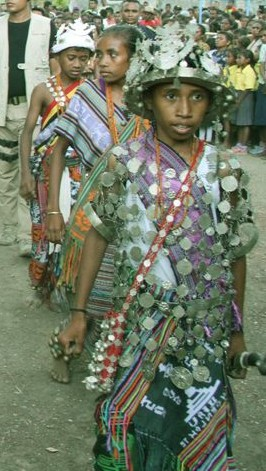
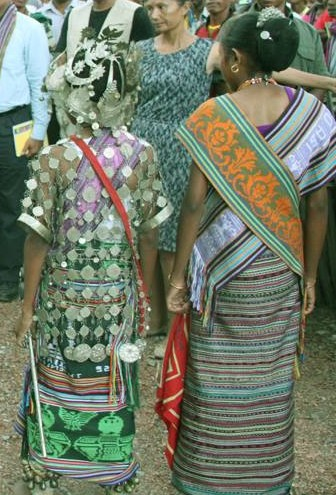

## Geschichte

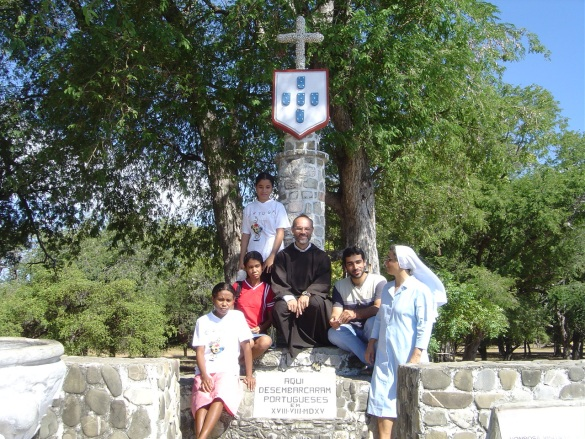
Ein Padrão markiert den Ort, an dem die Portugiesen erstmals Timor betraten

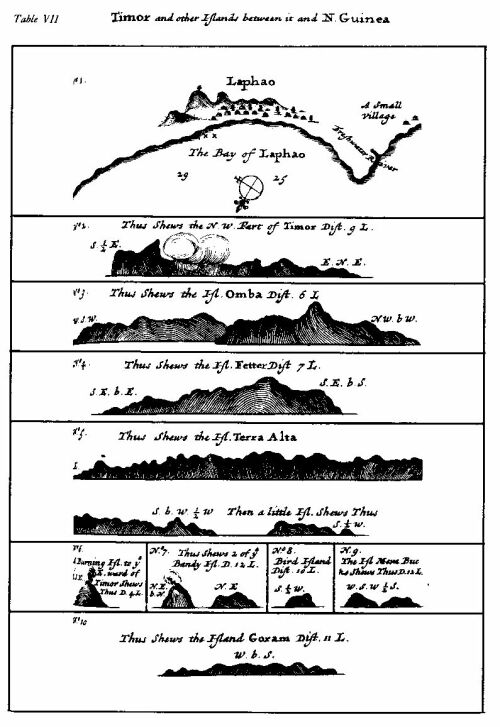
Karte der Bucht von Lifau von William Dampier, 1699

Am 18. August 1515 landeten die Portugiesen in der Nähe des heutigen Lifau erstmals auf Timor. 1515 folgten bereits die ersten Dominikaner, die 1556 die Siedlung Lifau zur Sicherung des Sandelholzhandels gründeten. Die Händler blieben aber in dieser Zeit nur wenige Wochen in Lifau und lebten dort in provisorischen Unterkünften.
1641 regierte in Lifau eine Königin als Regentin für ihren Sohn, der nicht mehr als 16 Jahre alt war. Der König war kurz zuvor verstorben. Die Königin, ihre vier Töchter und ihr Sohn Dom Pedro ließen sich christlich taufen. Pedro ist einer der Vorfahren des Clans der Cruz, die später die Herrscher von Ambeno stellten.
Nach der großangelegten Invasion der Portugiesen ins Innere Timors im Jahr 1642 nahm die Einwanderung der Topasse nach Timor zu. Die Topasse waren Nachfahren von portugiesischen Soldaten, Seeleuten und Händlern und Frauen von Solor und Flores. Die Topasse bestimmten maßgeblich die Entwicklungen auf Timor im 17. und 18. Jahrhundert. Unterstützt wurden sie dabei von den Dominikanern. Zentrum der Topasse auf Timor wurde Lifau, die Hauptbasis der Portugiesen auf Timor.
Die Portugiesen waren zu dieser Zeit nie sehr zahlreich in der Kolonie. 1689 gab es nur etwa 50 Portugiesen in Lifau. 1697 brandschatzten französische Piraten den Ort. Zuvor hatten sie schon die niederländische Festung in Kupang überfallen. Ein Reisender berichtet 1699, dass der Stützpunkt, der inzwischen nach Kupang der zweitwichtigste Hafen Timors war, zwar in kürzester Zeit 600 Mann mit Handfeuerwaffen und Schwertern aufstellen könne, es aber an einem Fort und einem Waffenmagazin fehle. Von den drei Portugiesen vor Ort waren zwei Priester. Die restliche Bevölkerung bestand aus Topasse und einigen chinesischen Händlern. Zeitgenössische Berichte beschreiben die Einwohner als Halsabschneider, zu denen Sklavenhändler und -jäger ebenso gehörten wie Deserteure aus verschiedenen Ländern. Die eigentliche Macht lag in den Händen der Topasse.
Ab 1702 war Lifau Hauptstadt der Kolonie mit dem aus Portugal erstmals auf Timor residierenden Gouverneur António Coelho Guerreiro. Die von ihm in Auftrag gegebene Karte von Lifau zeigt bereits eine komplexe Siedlungsstruktur mit militärischen und zivilen Einrichtungen, wie die Ermida de St. Antonio und ein Krankenhaus.
1719 begann die Cailaco-Rebellion. Erst rebellierten einheimische Herrscher, dann auch Topasse. Mehrfach wurde Lifau von ihnen belagert. 1738 wurde in Lifau das erste Priesterseminar Timors gegründet. Drei Bischöfe von Malakka residierten hier: Manuel de Santo António (1701–1722), António de Castro (1738–1743) und Geraldo de São José (1749–1760). Manuel wurde 1722 vom Gouverneur von der Insel verbannt, António und Geraldo starben in Lifau.
1759 verkaufte der portugiesische Gouverneur Vicento Ferreira de Carvalho (1756 bis 1759) eigenmächtig Lifau an die Niederländer, doch wurden diese 1760 an der Übernahme von Topasse gehindert. Am 11. August 1769 wurde der portugiesische Gouverneur António José Teles de Meneses durch die Topasse dazu gedrängt, Lifau zu verlassen. Neue Hauptstadt der Portugiesen auf Timor wurde Dili. Lifau selbst verlor an Bedeutung, weil die Topasse-Herrscher im nahegelegenen Pante Macassar residierten. Das Angebot der Topasse an die Niederländer, nun Lifau zu übernehmen, lehnten diese nach reiflicher Überlegung ab.
In Tulaica hat das Topasse-Reich von Ambeno seit der gescheiterten Rebellion gegen die Portugiesen im Mai 1912 seinen Sitz. Es wird noch heute von der Familiendynastie der Cruz geführt, die aber seit ihrer Niederlage bei der Revolte den Costas untergeordnet sind, den traditionellen Herrschern von Oe-Cusse.

## Kultur

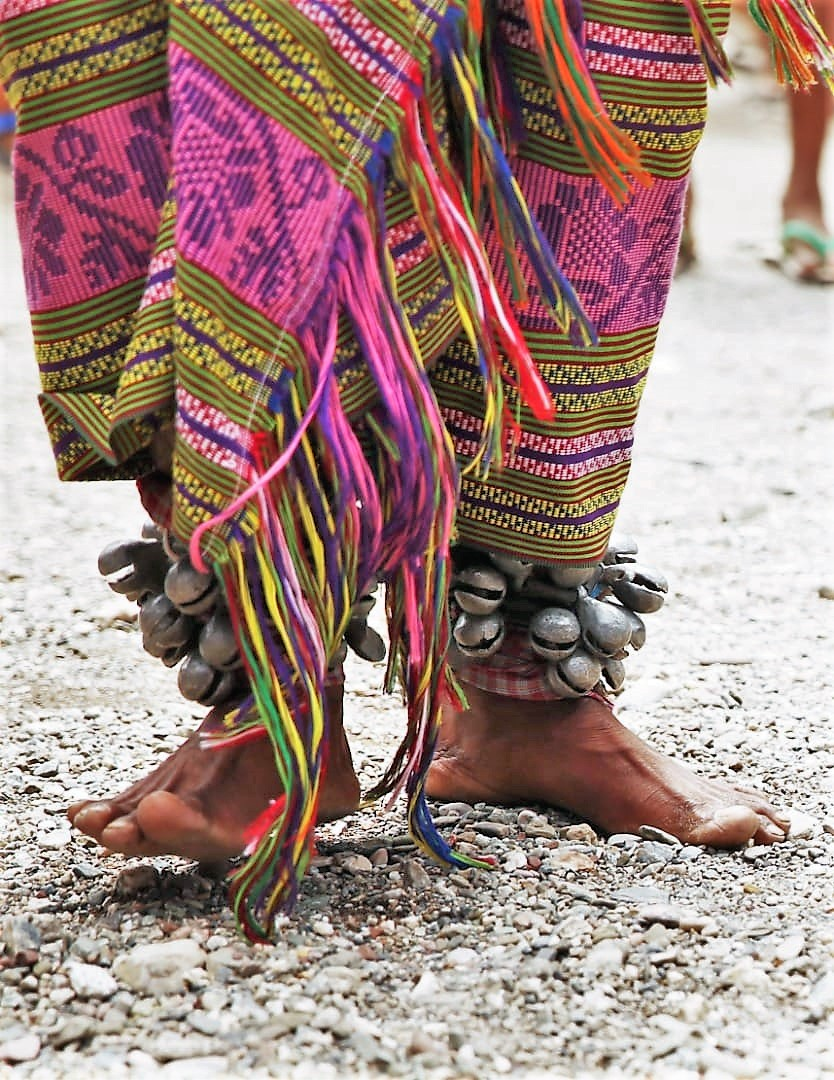
Schellen an den Beinen eines Tänzers in Tulaica

Jährlich findet eine Karfreitagsprozession (Procissão do Ama Senhor Morto) in Lifau statt, zu der mehr als Tausend Christen kommen, auch aus dem indonesischen Westtimor. Dabei wird die Kreuzigung Jesu in einem Schauspiel nachgestellt.

## Politik

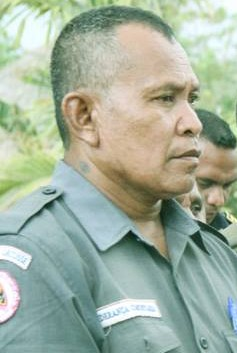
João da Costa (2015)

Bei den Wahlen von 2004/2005 wurde Xistu Gomes Bano zum Chefe de Suco gewählt. Bei den Wahlen 2009 gewann João da Costa und 2016 Krisantos Kolo.

## Belege
- History of Timor – Technische Universität Lissabon (PDF-Datei; 805 kB)